# Peloponnes (griechische Region)
Peloponnes (griechisch Πελοπόννησος Pelopónnisos) ist der Name einer der 13 Regionen (Singular griechisch περιφέρεια periféria) Griechenlands. Sie umfasst im Wesentlichen die historischen Landschaften Messenien, Arkadien, Lakonien, Argolis und die Umgebung Korinths auf der Halbinsel Peloponnes sowie ein Stück Festland jenseits des Isthmus. Entgegen dem Namen der Region ist diese nicht deckungsgleich mit der Peloponnes: Der Westteil gehört zu Westgriechenland, wohingegen im Osten der Halbinsel einige Gemeinden zum Regionalbezirk Inseln der Region Attika gehören.

## Regionalbezirke und Gemeinden
Die Region Peloponnes gliedert sich in fünf Regionalbezirke (Singular griechisch περιφερειακή ενότητα periferiakí enótita), die den Gebieten der bis 2010 bestehenden Präfekturen entsprechen. Proportional zu deren Einwohnerzahl entsenden sie eine bestimmte Anzahl Abgeordneter in den 45-köpfigen Regionalrat.
| Regionalbezirk | Einwohner 2011 | Einwohner 2021 | Sitze | Gemeinden                                                                                   |
| -------------- | -------------- | -------------- | ----- | ------------------------------------------------------------------------------------------- |
| Argolis        | 097.044        | 093.216        | 08    | Argos-Mykene, Ermionida, Epidavros, Nafplio                                                 |
| Arkadien       | 086.685        | 077.592        | 06    | Gortynia, Megalopoli, Notia Kynouria, Tripoli, Voria Kynouria                               |
| Korinthia      | 145.082        | 138.310        | 12    | Korinth, Loutraki-Perachora-Agii Theodori, Nemea, Sikyona, Velo-Vocha, Xylokastro-Evrostini |
| Lakonien       | 089.138        | 084.337        | 07    | Anatoliki Mani, Elafonisos, Evrotas, Monemvasia, Sparta                                     |
| Messenien      | 159.954        | 146.080        | 12    | Dytiki Mani, Ichalia, Kalamata, Messini, Pylos-Nestoras, Trifylia                           |
| Peloponnes     | 577.903        | 539.535        | 45    |                                                                                             |

## Wirtschaft
Im Vergleich mit dem BIP der EU ausgedrückt in Kaufkraftstandards erreicht die Region Peloponnes einen Index von 77,5 (EU-25: 100) (2003). Im Jahr 2017 betrug die Arbeitslosenquote 16,8 %.